# Sinosauropteryx
A Sinosauropteryx (jelentése 'kínai gyíkszárny', a kínai csunghua lungniao (中华龙鸟, zhonghua longniao) szavakból) az elsőként ismertté vált madarak közé nem tartozó dinoszaurusznem, melynek fosszíliáján tollak lenyomataira bukkantak, és amelynek színezetét is meghatározták. A Compsognathus közeli rokonaként Kínában élt a kora kréta korban. Ez a Liaoning tartománybeli híres Jehol-bióta elsőként felfedezett, nem avialae dinoszauruszneme. A rendkívül jó állapotban megőrződött fosszíliák megmutatták, hogy Sinosauropteryxet alul pelyhes, igen egyszerű felépítésű tollak borították – azonban egy másik értelmezés, ami ezeket a részeket kollagénrostok lenyomataiként azonosította, vitát váltott ki. Ezek a szálak egyszerű, kétágú struktúrák, melyek nagyjából hasonlítanak a ma élő kiwi másodlagos kezdetleges tollaira.
Az egyetlen elnevezett faj, a típusfaj a S. prima (jelentése 'első') neve arra utal, hogy ez az elsőként felfedezett tollas, nem avialae dinoszaurusz. A S. primához három példányt soroltak be. Lehetséges, hogy egy nagyobb fosszilizálódott csontváz a Sinosauropteryx egy még ismeretlen fajához tartozik.

## Anatómia

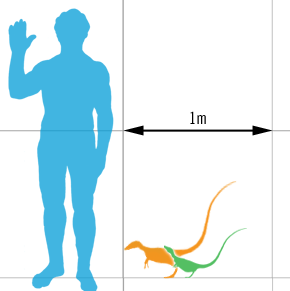
A felnőtt és a fiatal Sinosauropteryx példányok, valamint az ember méretének összehasonlítása

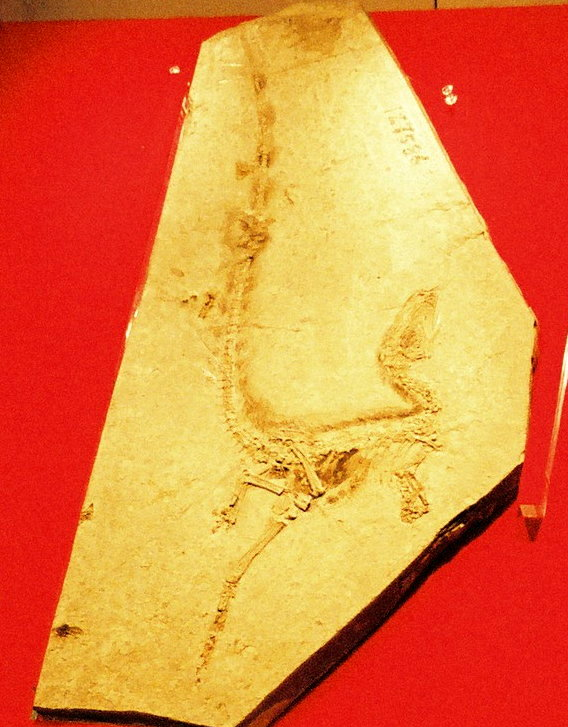
A Sinosauropteryx prima fosszíliája egy japán kiállításon

A Sinosauropteryx prima a legkisebb ismert, madarak közé nem tartozó theropoda, melynek típusfaja (egy majdnem felnőtt példány) csak 68 centiméteres hosszúságot ért el, beleértve az igen hosszú farkat is. A legnagyobb ismert példány 98 centiméter hosszú lehetett. A Sinosauropteryxet több tulajdonsága, köztük a combcsontjánál hosszabb koponyája és nagyon rövid, a lábak hosszának csak 30%-át elérő vaskos mellső lábai is megkülönböztetik az egyéb kis termetű dinoszauruszoktól. A Sinosauropteryx közeli rokonánál, a Compsognathusnál aránylag rövidebb lábakkal rendelkezett.
Emellett a Sinosauropteryx számos jellemzője egyedinek számít a (két lábon járó, főként húsevő) theropoda dinoszauruszok között. A S. prima farka 64 csigolyából állt, ami a testhez viszonyítva a leghosszabb az ismert theropodák között. A viszonylag rövid mellső végtagok három karmos ujjban végződtek. Az ujjak nagyon meghosszabbodtak a kis karokhoz mérten, második ujja a rajta levő karommal együtt hosszabb volt, mint a teljes alkar (orsócsont).
Három példányt kapcsoltak a Sinosauropteryx prima fajhoz: a holotípust a GMV 2123 (NIGP 127586) katalógusszámú leletet, valamint az NIGP 127587 és a D 2141 katalógusszámú példányokat. Egy negyedik, nagyobb egyed S. primához kapcsolását később tévesnek találták. Az összes fosszíliát a Jihszien (Yixian)-formációhoz tartozó Csiensangou (Jianshangou)- és Tavangcsangce (Dawangzhangzi)-padokban, a kínai Liaoning tartományban, Pejpiao (Beipiao) és Lingjüan (Lingyuan) térségében találták meg. Ezek a fosszilis padok 124,6–122 millió évvel ezelőtt, a kora kréta korban, a késő barremi–kora apti alkorszakok idején keletkeztek.

## Osztályozás

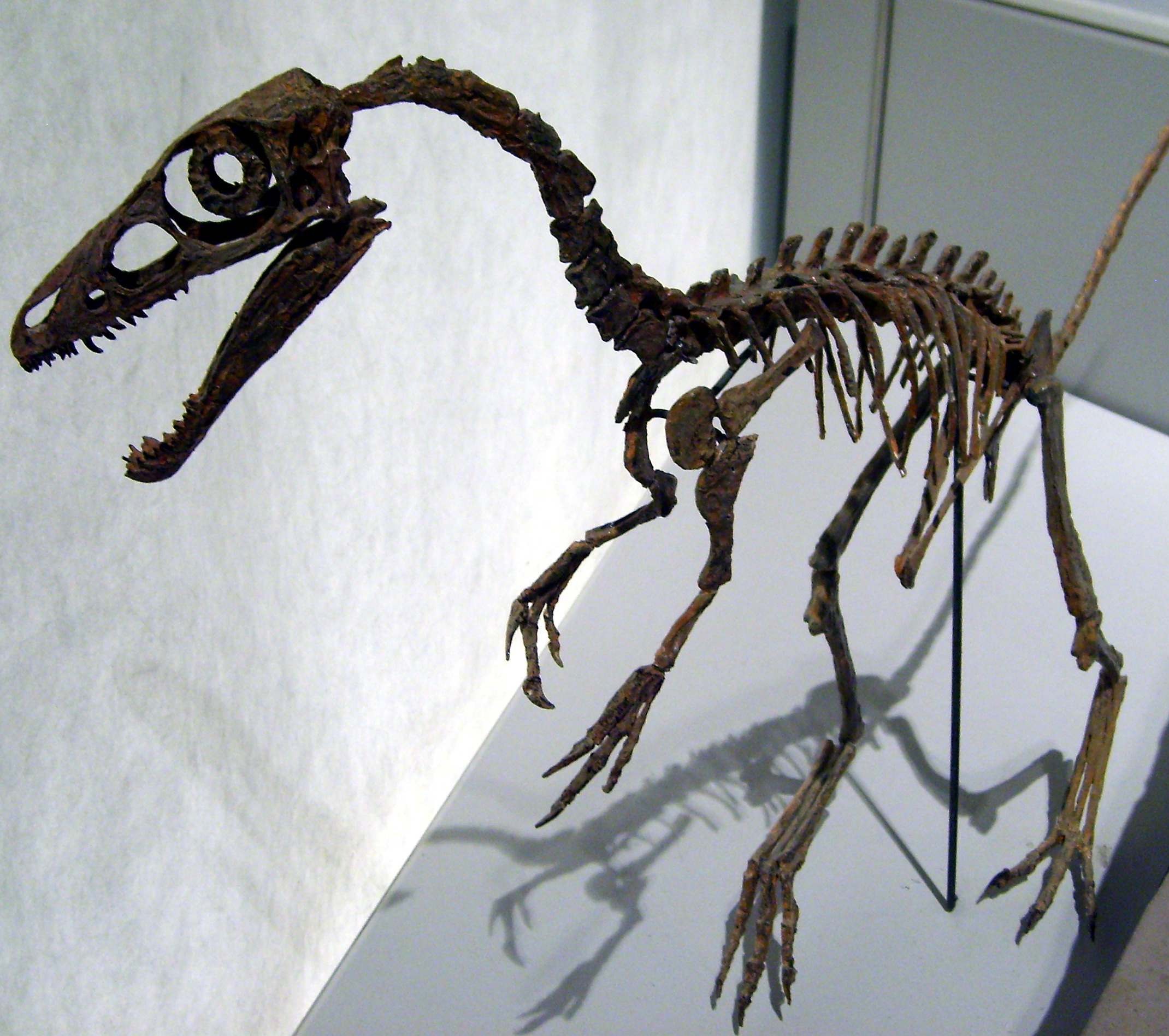
A GMV 2124 katalógusszámú, korábban a Sinosauropteryxhez besorolt csontváz másolata

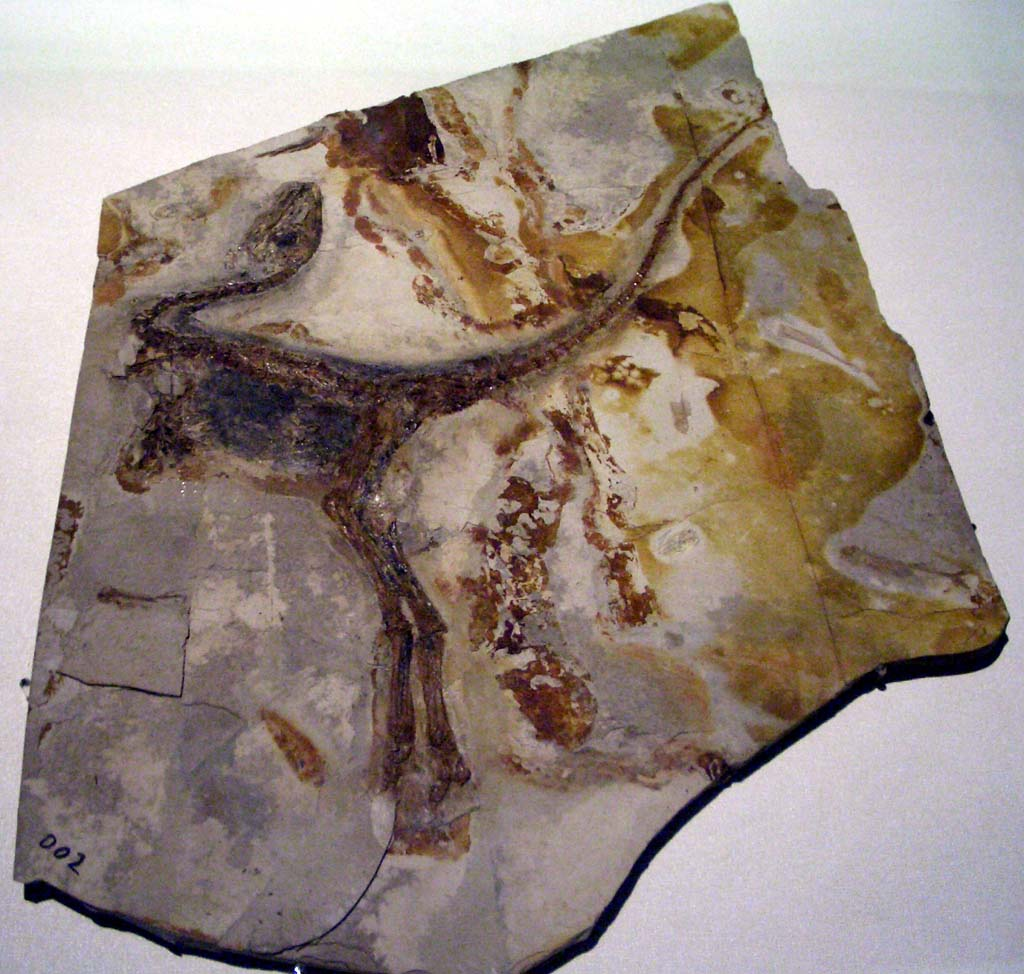
Leíratlan fosszilis példány a Hongkongi Tudomány Múzeuma (Hong Kong Science Museum) gyűjteményében

A Sinosauropteryxhez csak egyetlen elnevezett faj, a S. prima tartozik. A GMV 2124 (NGMC 2124) katalógusszámú lelet feltehetően egy második fajt képvisel, melyet Csi Suan (Ji Shuan) és Csi Csiang (Ji Quiang) 1997-ben a S. prima nagyobb példányaként írt le. Azonban, a Gerinces Őslénytani Társaság (Society of Vertebrate Paleontology) egy 2002-es prezentációjában, Nick Longrich bemutatta, hogy ez a példány több anatómiai szempont alapján, például aránylag nagy méretét, hosszabb sípcsontját és rövidebb farkát tekintve is eltér a többitől. Longrich szerint a GMV 2124 példány egy compsognathida coelurosaurus, míg a Sinosauropteryx egy jóval fejletlenebb coelurosaurus vagy egy még kezdetlegesebb carnosaurus lehet. 2007-ben, Alan D. Gishlick és Jacques A. Gauthier szintén megállapították, hogy a példány valószínűleg egy új taxont képvisel, és átmenetileg Sinosauropteryx? sp. néven sorolták be, bár kijelentették, hogy feltehetően egy új nemhez tartozik. Ugyanebben az évben Ji Shuan, Ji Quiang, kollégáikkal együtt megváltoztatták a véleményüket és szintén egyetértettek azzal, hogy a GMV 2124 valószínűleg egy új nem tagja.
A Sinosauropteryx, amely tollszerű struktúrái miatt vált fontossá, nem állt közeli rokonságban az előző „első madárral”, az Archaeopteryxszel. Több dinoszaurusz csoport, például a deinonychosaurusok, az oviraptorosaurusok és a therizinosauroideák is közelebbi rokonságban voltak az Archaeopteryxszel, mint a Sinosauropteryx. Ez azt jelzi, hogy a tollak talán több theropoda dinoszauruszra is jellemzőek voltak, nem csak az egyértelműen madárszerűekre, így lehetséges, hogy a Sinosauropteryx távoli rokonságába tartozó állatok, például az Ornitholestes, a Coelurus és a Compsognathus is rendelkeztek tollakkal, azonban a tollak megjelenéséhez való közelségüket, valamint azt, hogy a Juravenator és a Tyrannosaurus pikkelyeinek jelenléte milyen összefüggésben áll a tollak elterjedésével a kezdetleges coelurosaurusok között, rendkívül nehéz pontosan megbecsülni.
A Sinosauropteryxet a legtöbb őslénykutató nem tekinti madárnak, mivel filogenetikailag távol áll a rendszerint az Archaeopteryx és a modern madarak csoportjaként definiált Aves kládtól. A Sinosauropteryxet felfedező és leíró tudósok azonban egy jellegzetesség vagy apomorfia alapú Aves osztály definíciót alkalmaztak, ami szerint minden tollakkal rendelkező állat madárnak számít. Kijelentették, hogy a Sinosauropteryx rostos piheszőrei igazi, szárból és zászlóból álló tollakat reprezentálnak, ezért az állat igazi madárnak tekinthető. A nemet a Sauriurae alosztályon belül az új, Sinosauropterygiformes nevű rendben létrehozott Sinosauropterygidae családban helyezték el.

## Ősbiológia

### Táplálkozás
Az NIGP 127587 katalógusszámú példány a gyomra táján egy (teljes, koponyával is rendelkező) gyík maradványaival együtt őrződött meg, ami azt jelzi, hogy a kis, gyors mozgású állatok a Sinosauropteryx prima étrendjének részét képezték. Korábban több ilyen gyíkot is felfedeztek azokban a kőzetekben, amelyekben a Sinosauropteryxet is megtalálták, de még nem készült róluk leírás.
Egy másik lehetséges Sinosauropteryx példány, a GMV 2124 katalógusszámú (Sinosauropteryx? sp.) lelet a gyomránál három emlős állcsonttal együtt került elő. Jørn H. Hurum, Lo Csö-hszi (Luo Zhe-Xi) és Zofia Kielan-Jaworowska ezek közül kettőt a Zhangheotherium, a harmadikat pedig a Sinobaatar részeként azonosította, ami azt bizonyítja, hogy ez a két emlős a Sinosauropteryx zsákmányai közé tartozott. Érdekes módon a Zhangheotherium olyan állatként ismert, amely a modern kacsacsőrű emlőshöz hasonlóan egy rejtett méregtüskével rendelkezett, ami azt jelzi, hogy a Sinosauropteryx feltehetően mérgező állatokkal táplálkozott.

### Szaporodás
A teljes gyomortartalommal és ahhoz tartozóan egy gyíkkal együtt megőrződött S. prima példány (az NIGP 127587 katalógusszámú lelet) hasi részén kisméretű tojások is megőrződtek. Két tojás közvetlenül a szeméremcsont nyúlványa felett helyezkedett el, több másik pedig az alatta levő lemezen. Nem valószínű, hogy az állat elfogyasztotta a tojásokat, mivel a testüreg olyan részén voltak, ahol a héjuk már nem lett volna érintetlen. Valószínűbb, hogy ezek az állat saját, lerakásra váró tojásai voltak.
A tojások 36 milliméter hosszúak és 26 milliméter szélesek. A példány teljes testhossza elérte az 1,07 métert.

### Tollak
A Sinosauropteryx összes példánya testtakaró struktúrákkal (a bőrből kiemelkedő szálakkal) együtt őrződött meg, melyeket a legtöbb őslénykutató nagyon kezdetleges tollakként értelmez. E rövid, pehelyszerű szálak lenyomatai a koponya hátsó fele mentén, a karokon, a nyakon, a háton és a farok felső és alsó részén láthatók. További tollas foltokat azonosítottak a test oldalain, a kínai őslénykutatók, Csen Pej-csi (Chen Pei-ji), Tung Cse-ming (Dong Zhimming) és Cseng Suo-nan (Zheng Shuo-nan) pedig kijelentették, hogy a tollak sűrűsége a háton és a foltok ritkasága a test más részein azt jelzi, hogy az élő állatot teljes tolltakaró fedhette, melynek hasi részei eltűnhettek a bomlás következtében.
A szálak a csontoktól résnyire őrződtek meg, ami több szerző szerint is nagyjából megfelel az izomszövet és a bőr várható mennyiségének, amivel az élő állat rendelkezhetett. A tollak a koponyánál és a faroknál, ahol az izomzat kevés volt vagy hiányzott, a csonthoz közelebb rögzültek, a rés pedig növekszik a hátcsigolyák felé, ahol nagyobb mennyiségű izomzat lehetett, ami azt jelzi, hogy a szálak a bőrön kívül és nem alatta helyezkedtek el.
A szálak véletlenszerű és gyakran hullámzó sorokban való megőrződése arra utal, hogy e képződmények puhák és hajlékonyak voltak. A mikroszkópos vizsgálatok megmutatták, hogy az egyes szálak a szélüknél sötétek, belül pedig világosak voltak, ami azt jelzi, hogy a modern tollakhoz hasonlóan a belsejük üreget tartalmazott. A hasonló méretű modern emlősök szőréhez viszonyítva az egyes példányoknál talált szálak elég durvák, emellett pedig jóval hosszabbak és vastagabbak is.
A szálak hossza változott a test egyes részein. A legrövidebbek, melyek közvetlenül a szemek előtt helyezkedtek el, 13 milliméteresre nőttek meg. A test mentén lefelé haladva a szálak hossza gyorsan növekedett, amíg a lapockák felett el nem érték a 35 milliméteres hosszúságot. A hosszuk egységes maradt a hát mentén a csípőig, ahol ismét növekedni kezdtek, míg a farok közepén el nem érték a 40 millimétert. A farok alsó részén levő szálak voltak a legrövidebbek, a hosszuk pedig jóval gyorsabban növekedett, mint a felső részen levőké. A 25. farokcsigolyánál az alsó szálak csak 35 milliméteres hosszúságot értek el. A mellső láb leghosszabb tollai 1 milliméteresek voltak.
Bár a tollazat túl sűrű ahhoz, hogy lehetővé tegye egyetlen toll vizsgálatát, több tanulmány megállapítása szerint kétféle száltípus (vékony és vastag) keveredik egymással, a vastag szálak merevebbnek tűnnek a vékonyaknál. melyek egymással párhuzamosan, a közeli vastagabb szálaktól elfordulva állnak, ami arra utal, hogy a modern madarakéhoz hasonló, de azoknál jóval kezdetlegesebb tollak egy központi szárból és az azokból kinövő vékonyabb ágakból álltak. A szálak általánosságban leginkább egyes modern madarak vastag szárból és hosszú, vékony szálakból álló aljtollazatára emlékeztetnek. Ugyanezek a struktúrák több más Yixian-formációból előkerült fosszíliánál, például a Confuciusornisénál is megfigyelhetők.

#### Színezet

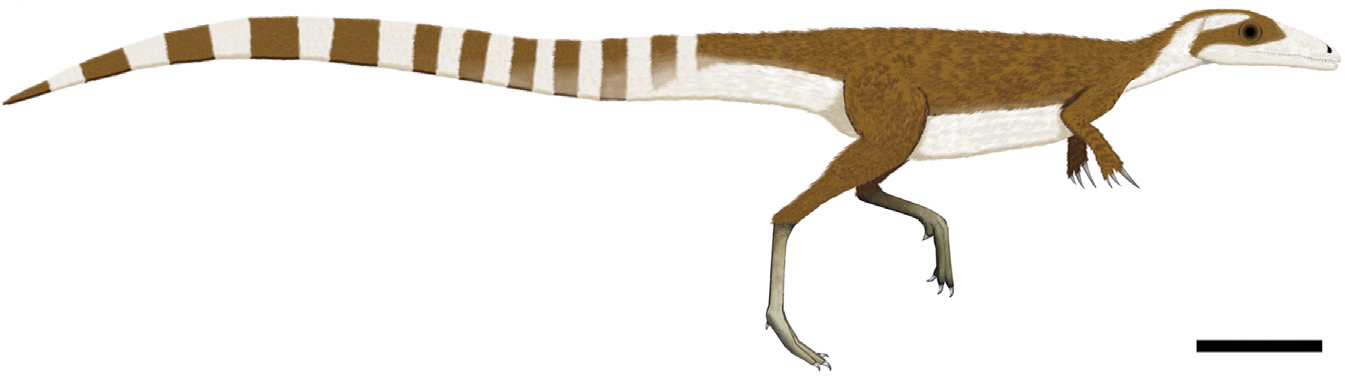
A Sinosauropteryx rekonstrukciója a megőrződött melanoszómák vizsgálata alapján megállapított színezéssel

A Sinosauropteryx fosszíliáin a faroknál világos és sötét sávok láthatók, melyek azt jelezhetik, hogyan nézett ki az élő állat. Ezt a csíkozást Csen (Chen) és kollégái kezdetben a példányt megőrző kőzetlemezek közötti repedés következményeként értelmezték. Nick Longrich egyik 2002-es, a Gerinces Őslénytani Társaság (Society of Vertebrate Paleontology) által részben megjelentetett előadásában azonban kijelentette, hogy ezek a példányok valójában az eredeti színezet maradványaival együtt őrződtek meg. Azt állította, hogy a farok sötét sávos részeinek eloszlása túlságosan egyenlő ahhoz, hogy mindez a kőzetlemezek véletlenszerű elkülönülésének eredménye legyen, és hogy az elszíneződést inkább a tollak fosszilizálódott pigmentjei okozták. Emellett szintén a mintázatra utalhat, hogy a sötét tollak a lelet konzerválódásától vagy lebomlásától függetlenül csak a test felső részén helyezkednek el, azt jelezve, hogy a Sinosauropteryx prima a hátán sötétebb, a hasán világosabb színezettel, a farkán pedig álcázásra szolgáló sávokkal rendelkezett.
Longrich következtetését elsőként a Nature című folyóirat 2010 januárjában online megjelent egyik cikke támogatta. Csang Fu-cseng (Zhang Fucheng) és kollégái több dinoszaurusz és korai madár esetében is megvizsgálták a fosszilizálódott tollakat, és bizonyítékot találtak arra, hogy azok a modern madarak tollainak színezetét biztosító melanoszóma sejteket őrzitek meg. A melanoszómák felépítésének és elterjedésének vizsgálatával Csang (Zhang) és kollégái képesek voltak igazolni a Sinosauropteryx farkán levő világos és sötét színű sávok jelenlétét. Emellett a csapat összehasonlítást is végzett a modern madarak melanoszóma típusaival, az általános színtartomány meghatározása érdekében. A vörös színű pigmentet létrehozó és tároló gömbölyű phaeomelanoszómák jelenlétéből arra következtettek, hogy a Sinosauropteryx sötétebb tollai gesztenyebarna vagy vörösesbarna színűek voltak.

#### Vita
A Sinosauropteryx fosszíliák szálszerű lenyomatait egyes kutatók nem kezdetleges tollakként, hanem kollagénrostok maradványaiként értelmezték. Mivel egyértelműen a testen kívül helyezkednek el, a kutatók kijelentették, hogy a szálak a modern vízi életmódot folytató gyíkokra emlékeztető módon egy tarajt alkottak az állat hátán és a farka alsó részén. Ez megcáfolja azt az állítást, hogy a Sinosauropteryx a legbazálisabb ismert theropodanem, amely tollakkal rendelkezett, és megkérdőjelezi a tollak eredetével kapcsolatos jelenlegi elméletet is. Megkérdőjelezi azt az elképzelést, hogy az első tollak nem a repülés, hanem a hőszigetelés érdekében fejlődtek ki, és hogy először azoknál az aránylag bazális dinoszauruszoknál jelentek meg, amelyekből később a modern madarak kifejlődtek.
A legtöbb kutató nem ért egyet a lenyomatok kollagénrostokként vagy más strukturált szálakként való azonosításával. Az a tudóscsoport, amely beszámolt a struktúrákban talált pigmentációs sejtekről, kijelentette, hogy ezek jelenléte azt igazolja, hogy a struktúrák tollak voltak, nem kollagénrostok, ez utóbbiak ugyanis nem tartalmaznak pigmentet.

## A felfedezés története

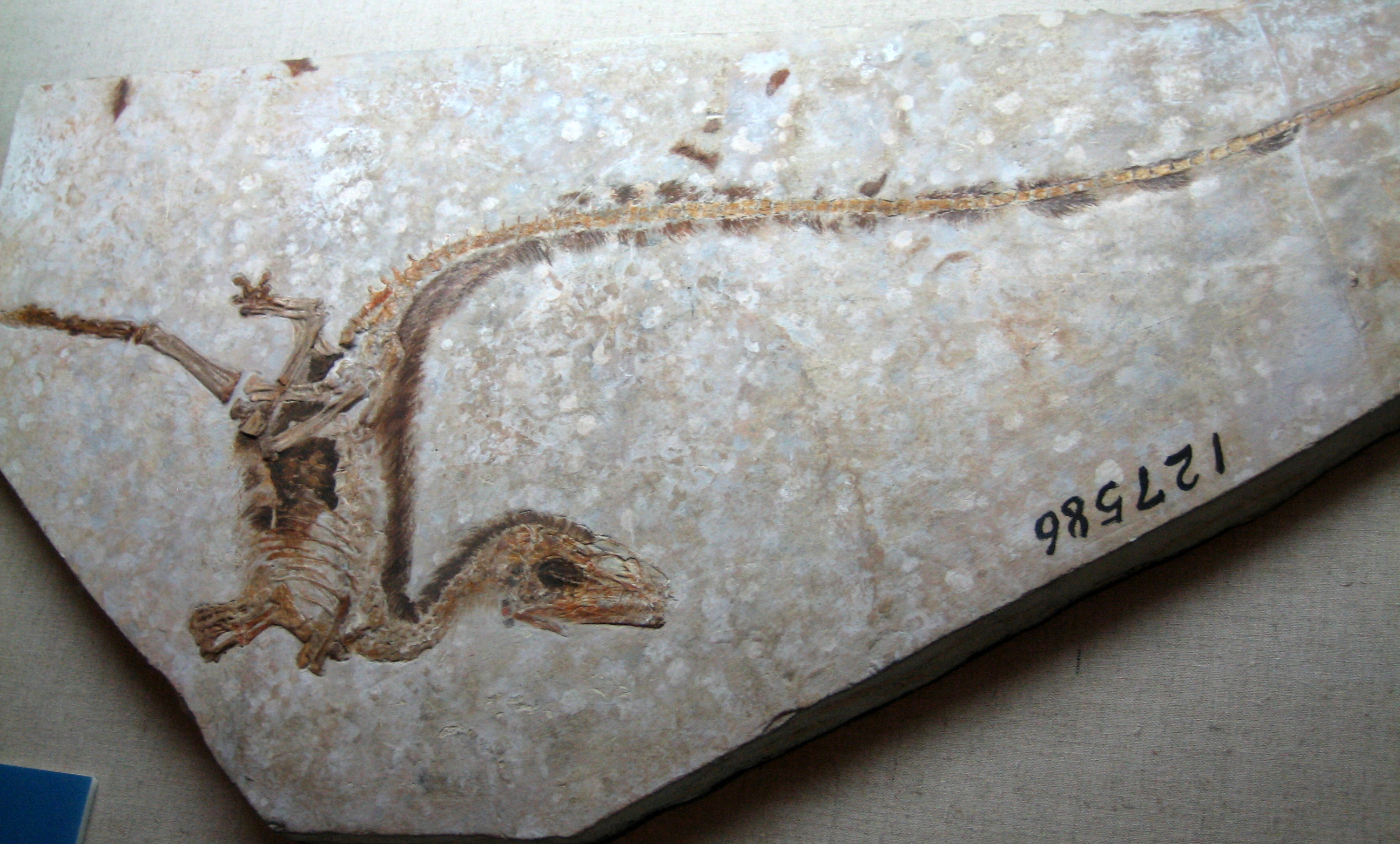
A Sinosauropteryx tollenyomatos típuspéldánya a Belső Mongólia Múzeum (Inner Mongolia Museum) gyűjteményében

Az első, később Sinosauropteryx prima néven ismertté vált fosszilizálódott példányt 1996 augusztusában Li Jü-min (Li Yumin) fedezte fel. A gazdálkodásból élő és emellett fosszíliagyűjtéssel is foglalkozó Jü-min (Yumin) gyakran kutatott Liaoning tartományban olyan fosszíliák után, amelyeket magánszemélyeknek és múzeumoknak kínált fel eladásra. Jümin (Yumin) felismerte a két lemezre tagoldódó példány egyedi minőségét, a két lemezt pedig eladta két különböző kínai múzeumnak: a pekingi Nemzeti Geológiai Múzeumnak és a Nanjingi Geológiai és Őslénytani Intézetnek. A pekingi múzeum igazgatója Csi Csiang (Ji Qiang) felismerte a lelet fontosságát, ahogyan a látogatóba érkező kanadai őslénykutató Phil Currie és a képzőművész Michael Skrepnick is, akiket akkor tájékoztattak a fosszíliáról, amikor visszatértek az 1996 októberének első hetében a területre vezetett expedíciójukról és megvizsgálták a pekingi múzeum gyűjteményét. Currie azonnal felismerte a fosszília jelentőségét. Ahogy a The New York Times idézi: „Mikor megláttam ezt a vulkáni hamuval kevert hordalékkő lemezt, amibe az élőlény beágyazódott, teljesen ledöbbentem.”
A kínai hatóságok kezdetben meggátolták, hogy fényképeket jelentessenek meg a példányról. Currie azonban egy fényképet vitt magával a Gerinces Őslénytani Társaság 1996-os találkozójára, a New York-i Amerikai Természetrajzi Múzeumba (American Museum of Natural History), ahol az őslénykutatók tömegei gyűltek össze és vitatták meg az új felfedezést. A hír állítólag „sokként hatott” John Ostromra, aki az 1970-es években azon elmélet úttörője volt, ami szerint a madarak a dinoszauruszokból fejlődtek ki. Ostrom később csatlakozott egy Pekingben összegyűlt nemzetközi kutatócsoporthoz, amely megvizsgálta a fosszíliát (a csoport tagjai közé tartozott a tollszakértő Alan Brush, a fosszilis madarak szakértője Larry Martin, és a korai madár, az Archaeopteryx szakértője Peter Wellnhofer is).
A pekingi tudóscsoport három napos mikroszkópos vizsgálatnak vetette alá a Sinosauropteryx példányt, a vele együtt megőrződött szálak mibenlétével kapcsolatos viták pedig szinte azonnal megkezdődtek. A (Philadelphiai Természettudományi Akadémián (Philadelphia Academy of Natural Science), 1997. április 24-én tartott sajtókonferencián bejelentett) kutatási eredményeik nem voltak meggyőzőek; a csoport egyetértett abban, hogy a Sinosauropteryx példánnyal együtt megőrződött struktúrák nem modern tollak voltak, de a pontos mibenlétük tisztázásához további vizsgálatokat tartottak szükségesnek. Az amerikai ornitológus, Alan Feduccia, aki korábban nem vizsgálta meg a példányt, az Audubon Magazine-ban azt írta, hogy a Sinosauropteryx (melyet ekkor a Compsognathus prima néven a Compsognathus szinonimájaként tartott számon) a hátán egy sor merevítőt viselt, és hogy az őslénykutatók a sóvárgásuknak engedtek, amikor a struktúrákat tollaknak minősítették. A csoport tagjainak későbbi publikációi nem értettek egyet a struktúrák mibenlétét illetően, de a tudósok többsége inkább a tollakkal való kapcsolatuk mellett érvelt, mint amellett, hogy a test belsejéhez vagy a bőrhöz tartozó struktúrák voltak.

## Fordítás
- Ez a szócikk részben vagy egészben a Sinosauropteryx című angol Wikipédia-szócikk ezen változatának fordításán alapul.  Az eredeti cikk szerkesztőit annak laptörténete sorolja fel. Ez a jelzés csupán a megfogalmazás eredetét és a szerzői jogokat jelzi, nem szolgál a cikkben szereplő információk forrásmegjelöléseként.

### Magyar nyelven
- Először sikerült megállapítani egy dinoszaurusz színét. hvg.hu. (Hozzáférés: 2010. november 24.)

### Angol nyelven
- Sinosauropteryx. The Dinosaur Encyclopaedia. [2009. szeptember 22-i dátummal az eredetiből archiválva]. (Hozzáférés: 2010. november 24.)